# Арапов, Виталий Фёдорович
Вита́лий Фёдорович Ара́пов (15 сентября 1927, село Аргамаково, Пензенская губерния — 23 декабря 1995, Москва) — советский военный политработник, генерал-полковник (17.02.1987).

## Биография
Из семьи крестьянина. Русский. Рано, в 1937 году, потерял отца. С 1939 года работал в колхозе, с 1941 года — трактористом. Окончил среднюю школу.
В Красной Армии с января 1945 года. Служил на срочной службе солдатом, сержантом. Участник Великой Отечественной войны.
В 1951 году окончил Ташкентское танковое командное училище. С 1951 года — командир взвода 1-й пулемётно-артиллерийской дивизии (дислоцировалась в военно-морской базе Порккала-Удд 8-го ВМФ), помощник начальника штаба полка там же.
В 1957 году окончил Военно-политическую академию имени В. И. Ленина в 1957 году. Позднее окончил Военную академию Генерального штаба Вооружённых Сил СССР имени К. Е. Ворошилова. С 1957 года — заместитель командира батальона по политической части, секретарь партийного бюро полка, заместитель командира полка по политической части, начальник политического отдела дивизии, заместитель начальника политического отдела армии, член Военного Совета — начальник политического отдела 7-й гвардейской армии Закавказского военного округа (армия дислоцировалась на территории Армянской ССР), первый заместитель начальника политического управления Северо-Кавказского военного округа.
С декабря 1980 года — член Военного Совета — начальник политического управления Среднеазиатского военного округа, генерал-лейтенант (4.05.1981). С октября 1984 года — член Военного Совета — начальник политического управления Киевского военного округа. С 1987 года — генерал-полковник, первый заместитель начальника Главного управления кадров Министерства обороны СССР. С 1992 года — в отставке.
Член КПСС с 1953 года. Член ЦК Коммунистической партии Казахстана. Член ЦК Коммунистической партии Украины (8.02.1986 — 1990). Депутат Верховного Совета Украинской ССР.
На пенсии жил в Москве и умер там же. Похоронен на Кунцевском кладбище.

## Награды
- Орден Красной Звезды
- Ордена «За службу Родине в Вооружённых Силах СССР» 2-й и 3-й степеней
- Медаль «За боевые заслуги»
- Юбилейная медаль «За воинскую доблесть. В ознаменование 100-летия со дня рождения В. И. Ленина»
- Медаль «За победу над Германией в Великой Отечественной войне 1941—1945 гг.»
- Юбилейная медаль «Двадцать лет Победы в Великой Отечественной войне 1941—1945 гг.»
- Юбилейная медаль «Тридцать лет Победы в Великой Отечественной войне 1941—1945 гг.»
- Юбилейная медаль «Сорок лет Победы в Великой Отечественной войне 1941—1945 гг.»
- Медаль «Ветеран Вооружённых Сил СССР»
- Медаль «За укрепление боевого содружества»
- Медаль «За освоение целинных земель»
- Медаль «За строительство Байкало-Амурской магистрали» (7.05.1990)[3]
- Юбилейная медаль «30 лет Советской Армии и Флота»
- Юбилейная медаль «40 лет Вооружённых Сил СССР»
- Юбилейная медаль «50 лет Вооружённых Сил СССР»
- Юбилейная медаль «60 лет Вооружённых Сил СССР»
- Юбилейная медаль «70 лет Вооружённых Сил СССР»
- Медаль «За безупречную службу» 1-й и 2-й степеней

## Отзывы
Большую помощь оказывал мне политический отдел армии, возглавляемый генералом В. Ф. Араповым (впоследствии генерал-полковник, заместитель начальника Главного управления кадров ВС СССР). Виталий Федорович Арапов был чудесный человек. Чуткий, заботливый, он вникал во все стороны жизни армии: превосходно знал боевую подготовку (закончил танковое командное училище), отлично разбирался в мобилизационных вопросах и, конечно же, много времени и души отдавал воспитательной работе.
— Постников С. И. В далеких гарнизонах. — М.: Рolygon-press, 2004. — 528 с. ISBN 5-94384-020-6. — Глава VII. «Служба на Кавказе»